# ناحیه سونگو
ناحیه سونگو (به لاتین: Songwe Region) یک منطقهٔ مسکونی در تانزانیا است. ناحیه سونگو ۲۷٬۶۵۶ کیلومتر مربع مساحت و ۹۹۸٬۸۶۲ نفر جمعیت دارد.